# 한국게임협회
한국게임협회는 게임 S/W 사용자의 창조적 지식중심사회로 진화될 수 있도록 건전한 게임문화의 창달을 목적으로 2000년 2월 26일 설립된 구 정보통신부 소관의 사단법인이다. 사무실은 서울특별시 서초구 서초동 1337-32 7층에 있다.

## 주요 사업
- 게임지식 정보인프라 구축사업 및 건전한 게임 문화 환경조성
- 게임 S/W 사용자의 등급 기준 마련 및 명예 인증 업무
- 게임 S/W 분야의 전문교육 및 직업훈련 지원 등